# Jozef Adamec
Jozef Adamec (* 26. Februar 1942 in Vrbové; † 24. Dezember 2018 in Trnava) war ein tschechoslowakischer bzw. slowakischer Fußballspieler und -trainer.

## Spielerkarriere

### Verein
Adamec spielte in seiner Jugend für Iskra Vrbové. 1958 wechselte er zu Spartak Trnava. Zwischen 1961 und 1963 absolvierte er seinen Wehrdienst beim Armeesportverein Dukla Prag. Anschließend spielte er für Slovan Bratislava. 1966 kehrte er zu Spartak Trnava zurück. Zum Abschluss seiner Laufbahn durfte er, wie so viele vor und nach ihm, ins kapitalistische Ausland wechseln. Von 1977 bis 1980 stand er beim SK Slovan Wien unter Vertrag, dort war er als Spielertrainer tätig.
Adamec war 1967 mit 21 Toren, 1968 mit 18, 1970 mit 16 und 1971 ebenfalls mit 16 Toren Torschützenkönig der 1. Tschechoslowakischen Liga.
In 383 Ligaspielen erzielte er 170 Tore, davon 138 für Spartak Trnava, 17 für Dukla Prag und 15 für Slovan Bratislava.

### Nationalmannschaft
Für die Tschechoslowakei bestritt der Mittel- und Halbstürmer 44 Länderspiele und erzielte 14 Tore. Sein internationales Debüt bestritt er am 30. Oktober 1960 beim 4:0-Sieg gegen die Niederlande in Prag. Sein letztes Länderspiel absolvierte er am 13. Oktober 1974 beim 4:0-Erfolg gegen Schweden in Bratislava. Adamec war WM-Teilnehmer 1962 in Chile, wo er mit der Tschechoslowakei Vizeweltmeister wurde. Er nahm auch an der Weltmeisterschaft 1970 in Mexico teil, bei der die Tschechoslowaken nicht über die Gruppenphase hinauskamen.
Am 23. Juni 1968 erzielte er beim 3:2-Sieg der Tschechoslowakei in Bratislava gegen Brasilien alle drei Tore.

### Erfolge
- Tschechoslowakischer Meister: 1962 und 1963 mit Dukla Prag sowie 1968, 1969, 1971, 1972 und 1973 mit Spartak Trnava
- Tschechoslowakischer Pokalsieger: 1961 mit Dukla Prag sowie 1967, 1971 und 1975 mit Spartak Trnava

## Trainerkarriere
In der Saison 1976/77, noch als Spieler bei Spartak Trnava aktiv, arbeitete Adamec dort auch als Trainerassistent. Bei Slovan Wien (1977 bis 1980) war er Spielertrainer. 1980/81 war er Trainer bei FK Slovan Duslo Šaľa in der 3. Liga. Am 1. Januar 1982 übernahm er das Traineramt bei Dukla Banská Bystrica, konnte den Abstieg in die 2. Liga allerdings nicht verhindern. Er stieg mit der Mannschaft sofort wieder auf und erreichte 1983/84 einen hervorragenden vierten Platz. Zum 1. Januar 1989 wurde er Trainer bei Inter Bratislava und schaffte 1989/90 Platz drei. 1991/92 trainierte er wieder Dukla Banská Bystrica und wurde Tabellenletzter. 1992/93 kehrte er zu Inter zurück. 1994/95 trainierte Adamec Svit Zlín, wurde jedoch drei Spieltage vor Saisonende entlassen, als die Mannschaft auf dem 14. Platz stand. 1998/99 war er Trainer bei 1. FC Tatran Prešov. Von 1999 bis 2001 war er Trainer der slowakischen Nationalmannschaft, anschließend trainierte er von 2001 bis 2003 bei seinem ehemaligen Klub Spartak Trnava. 2003/04 war er relativ erfolglos Trainer bei Slovan Bratislava. Zur Saison 2005/06 kehrte er nach Trnava zurück, ab Juli 2006 trainierte er Artmedia Bratislava.

## Sonstiges
2006 kandidierte Adamec erfolglos bei den slowakischen Parlamentswahlen für die kleine Partei HZD (Hnutie za demokraciu). Adamec starb an Heiligabend 2018 im Alter von 76 Jahren.